# Józef Penc
Józef Penc (ur. 12 marca 1939 w Wólce Tanewskiej, zm. 10 marca 2017) – polski ekonomista, profesor nauk ekonomicznych.

## Życiorys
W 1963 ukończył studia ekonomiczne na Uniwersytecie Łódzkim, w latach 1963-1974 pracował w Instytucie Ekonomiki Produkcji i Nauk Ekonomicznych Politechniki Łódzkiej, w 1971 obronił na Uniwersytecie Łódzkim pracę doktorską. W latach 1974–1977 był kierownikiem łódzkiego oddziału zamiejscowego Instytutu Pracy i Spraw Socjalnych. W latach 1977–1990 pracował w Zakładu Polityki Społeczno-Gospodarczej Uniwersytetu Łódzkiego, w 1982 habilitował się na podstawie pracy Warunki optymalnego wykorzystania czasu pracy w przedsiębiorstwie przemysłowym. Od 1991 był zatrudniony na Wydziale Organizacji i Zarządzania Politechniki Łódzkiej, gdzie kierował Zakładem Zarządzania Strategicznego i Ekologii, a w latach 2005-2009 Katedrą Systemów Zarządzania. W 1996 został mianowany profesorem nadzwyczajnym, 26 lutego 1999 otrzymał tytuł profesora nauk ekonomicznych. 
Pracował także w Akademii Humanistyczno-Ekonomicznej w Łodzi, Wyższej Szkole Studiów Międzynarodowych, Wyższej Szkole Marketingu i Biznesu, Politechnice Łódzkiej, Wyższej Szkole Kupieckiej.

## Publikacje
- Ergonomia przemysłowa a wydajność pracy (1978 - ze Stanisławem Szumpichem)
- Społeczno-ekonomiczne uwarunkowania skracania czasu pracy (1978)
- Ochrona człowieka w procesie pracy. Aspekty psychofizjologiczne (1979)
- Gospodarowanie czasem pracy (1980)
- System motywacji a kształtowanie wyższej jakości pracy (1980)
- Postęp techniczny a rozwój systemu pracy w przemyśle (1981)
- Warunki optymalnego wykorzystania czasu pracy w przedsiębiorstwie przemysłowym (1981)
- Społeczne aspekty gospodarowania (1983)
- Strategie zarządzania. Perspektywiczne myślenie, systemowe działanie (1994)
- Strategie zarządzania. Strategie dziedzinowe i ich realizacja, zintegrowane zarządzanie strategiczne (1995)
- Decyzje w zarządzaniu (1995)
- Motywowanie w zarządzaniu (1996)
- Leksykon biznesu (1997)
- Zarządzanie dla przyszłości. Twórcze kierowanie firmą (1998)
- Zarządzanie w praktyce. Menedżerskie myślenie i działanie (1998)
- Innowacje i zmiany w firmie. Transformacja i sterowanie rozwojem przedsiębiorstwa (1999)
- Skuteczne zarządzanie organizacją (1999)
- Kreatywne kierowanie. Organizacja i kierownik jutra, rozwiązywanie problemów kadrowych (2000)
- Menedżer w uczącej się organizacji (2000)
- Decyzje menadżerskie. O sztuce zarządzania (2001)
- Kreowanie zachowań w organizacji. Konflikty i stresy pracownicze : zmiany i rozwój organizacji (2001)
- Strategiczny system zarządzania. Holistyczne myślenie o przyszłości. Formułowanie misji i strategii (2001)
- Przedsiębiorstwo w burzliwym otoczeniu. Procesy adaptacji i współpracy (Cz. 1-2, 2002)
- Menedżer w działaniu (T. 1-2, 2003)
- Zarządzanie w warunkach globalizacji (2003)
- Role i umiejętności menedżerskie. Sekrety sukcesu i kariery (2005)
- Sztuka skutecznego zarządzania. Kierowanie firmą z myślą o jutrze i procesach integracji z Unią Europejską (2005)
- Nowoczesne kierowanie ludźmi. Wywieranie wpływu i współdziałanie w organizacji  (2007)
- Systemowe zarządzanie organizacją. Nowe zadania, funkcje i reguły gry (2007)
- Decyzje i zmiany w organizacji. W poszukiwaniu skutecznych sposobów działania (2008)
- Humanistyczne wartości zarządzania. W poszukiwaniu sensu menedżerskich działań (2010)
- Komunikacja i negocjowanie w organizacji (2010)
- Kultura i etyka w organizacji. Aspekty pragmatyczne i strategiczne (2010)
- Menedżerowie i organizacje jutra. Praktyka kierowania w społeczeństwie wiedzy (2010)
- Nowe zarządzanie w nowej gospodarce (2010)
- Zachowania organizacyjne w przedsiębiorstwie : kreowanie twórczego nastawienia i aspiracji (2011)
- Zarządzanie w biznesie i administracji. Zasady działania operacyjnego i strategicznego (2017)

## Odznaczenia i wyróżnienia
- Medal Komisji Edukacji Narodowej[1]
- Srebrny Krzyż Zasługi (1995 - M.P z 1995, nr 59, poz. 654)
- Złoty Krzyż Zasługi (2004 - M.P. z 2005, nr 8, poz. 145)